# Campeonato Carioca de Showbol de 2010
O Campeonato Carioca de Showbol 2010, é a primeira edição deste campeonato regional da modalidade esportífica Showbol.
O Campeonato conta com 6 times do estado do Rio de Janeiro, divididos em 2 grupos.

## Grupo A
| Time          | Pts | J | V | E | D | GF | GC | SG |
| ------------- | --- | - | - | - | - | -- | -- | -- |
| Flamengo      | 6   | 2 | 2 | 0 | 0 | 22 | 8  | 14 |
| Botafogo      | 1   | 2 | 0 | 1 | 1 | 12 | 12 | 0  |
| Volta Redonda | 1   | 2 | 0 | 1 | 1 | 12 | 21 | -9 |

## Grupo B
| Time          | Pts | J | V | E | D | GF | GC | SG |
| ------------- | --- | - | - | - | - | -- | -- | -- |
| América       | 3   | 2 | 1 | 0 | 1 | 18 | 15 | 3  |
| Vasco da Gama | 3   | 2 | 1 | 0 | 1 | 14 | 13 | 1  |
| Fluminense    | 3   | 2 | 1 | 0 | 1 | 14 | 18 | -4 |

## Semi-Final
Flamengo 9 x 8 Vasco
América 7 x 5 Botafogo

## Final
Flamengo 12 x 7 América
| Campeão Carioca 2010 Showbol |
| Rio de Janeiro               |
| ---------------------------- |
| FLAMENGO (1º Título)         |

## Artilharia
| Gols | Jogador            | Time          |
| ---- | ------------------ | ------------- |
| 16   | Romário            | América       |
| 13   | Djalminha          | Flamengo      |
| 11   | Pedrinho           | Vasco da Gama |
| 6    | Donizete "Pantera" | Botafogo      |
| 5    | Gélson Baresi      | Flamengo      |
| 4    | Viola              | Vasco da Gama |

Fonte: Showbol.com